# 5955 Khromchenko
Az 5955 Khromchenko (ideiglenes jelöléssel 1987 RT3) a Naprendszer kisbolygóövében található aszteroida. Ljudmila Ivanovna Csernih fedezte fel 1987. szeptember 2-án.